# Кандиано, Пьетро II
Пьетро II Кандиано (итал. Pietro II Candiano) (872—939) — 19-й венецианский дож (932—939).
Избрание дожем Пьетро II Кандиано явилось продолжением борьбы за установление наследной власти между двумя знатными венецианскими семействами Кандиано и Партечипацио. На протяжении 170 лет — с 809 по 979 годы — из пятнадцати правивших дожей двенадцать были представителями этих двух семейств.
Пьетро II был сыном дожа Пьетро I Кандиано, правившего в 887 году.
После прихода к власти осуществлял политику расширения зоны влияния на материк. Пьетро Кандиано II начал жесткую экономическую войну против Истрии, установив блокаду её территорий. Воспользовавшись незначительным дипломатическим инцидентом, уничтожил потенциального торгового конкурента Венеции — соседний город Комаккьо в Ферраре. В 938 году дож посылает очередную (в истории Венеции) экспедицию к берегам нарентян, но, как и предыдущие, она оказывается безуспешной, и Венеции не удается взять под свой контроль восточное побережье Адриатики.
Был женат на Арчиельде Кандиано. Сын Пьетро II, Пьетро III Кандиано, стал дожем в 942 году.